# 체 게바라 (1969년 영화)
체 게바라(Che!)는 미국에서 제작된 리처드 플레이셔 감독의 1969년 드라마 영화이다. 오마 샤리프 등이 주연으로 출연하였고 시 바틀렛 등이 제작에 참여하였다.

## 줄거리
1950년대 후반 쿠바 게릴라 전쟁을 배경으로, 젊은 아르헨티나 출신 의사 체 게바라(오마르 샤리프 분)의 행보를 중심으로 서사를 전개한다. 게바라는 치열한 전투 속에서 뛰어난 용기와 지도력을 발휘하며 부하들의 신뢰를 얻고, 소규모 부대를 이끄는 지휘관으로 발돋움한다.
피델 카스트로(잭 팰런스 분)는 그의 전술적 감각과 엄격한 규율에 깊은 인상을 받으며, 게바라를 자신의 수석 고문으로 임명한다. 이후 카스트로가 쿠바 독재자 바티스타를 몰아내고 혁명에 성공하자, 게바라는 대규모 숙청을 주도하며 권력의 일익을 담당한다. 그러나 그는 쿠바에 머무르지 않고 전 세계적 혁명을 꿈꾸며, 이상을 더욱 확대하려는 의지를 드러낸다.
쿠바 미사일 위기 당시 카스트로가 소련에 협조적인 입장을 취하자, 게바라는 그를 "소비에트의 도구"라며 비판하고, 더 이상 쿠바에 머물지 않기로 결심한다. 그는 세계 혁명의 불씨를 되살리기 위해 볼리비아로 향하지만, 현지 농민들의 지지를 얻지 못하고 고립된다. 볼리비아 군은 점차 포위망을 좁혀가며 그를 추적하게 된다.
이 영화는 혁명가 체 게바라의 이상과 현실 사이의 충돌, 정치적 순수성과 그 한계를 조명하며, 한 인물이 신념을 위해 걸어간 고독한 여정을 담담하고 비판적으로 서술한다.

## 출연

### 주연
- 오마 샤리프 - 체 게바라 역
- 잭 팰런스 - 피델 카스트로 역

### 조연
- 세세어 다노바 - 라몬 발데르 역
- 로버트 로지아 - 파우스티노 모랄레스 역
- 우디 스트로드 - 기예르모 역
- 바바라 루나 - 아니타 마르케스 역
- 프랭크 실베라 - 목동 역
- 앨러트 폴슨 - 바스케르 대위 역
- 린다 마쉬 - 타니아 역
- 톰 트루프 - 펠리페 무뇨스 역
- 에돌프 시저 - 후안 알메이다 보스케 역
- 루디 디아즈 - 윌리 역
- 페리 로페즈 - 폴란도 역
- 아브라함 소파어 - 파블로로하스 역
- 리처드 안가롤라 - 살라자르 대령 역
- 사리타 바라 - 셀리아 산체스 역
- 길 세르나 - 수사관 수아레즈 역
- 폴 베르토야 - 라울 카스트로 역

## 제작진
- 세트: 스튜어트 A. 레이스
- 세트: 월터 M. 스콧